# Montainville (Yvelines)
Pour les articles homonymes, voir Montainville.
Montainville est une commune française située dans le département des Yvelines (arrondissement de Mantes-la-Jolie), en région Île-de-France.
Ses habitants sont appelés les Montainvillois.

## Géographie

Localisation de Montainville dans les Yvelines.

### Situation
Montainville se trouve dans le centre du département des Yvelines, à 19 km au sud-est de Mantes-la-Jolie et à 26 km au nord-ouest de Versailles.
|        | Maule        | Mareil-sur-Mauldre |
| Andelu | Montainville |                    |
| Marcq  | Beynes       |                    |

### Hydrographie
Rivière la Mauldre en limite est de la commune.

### Relief et géologie

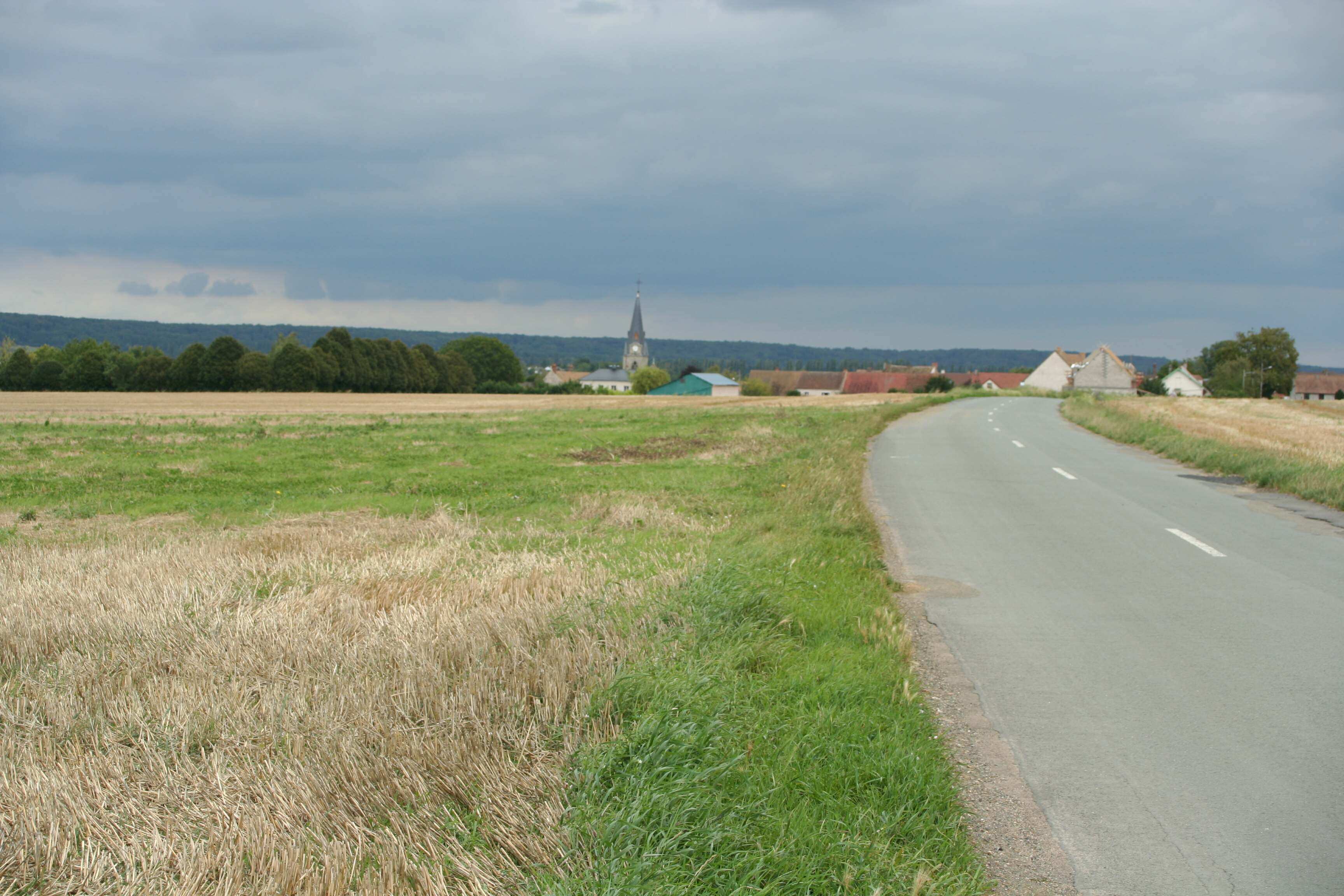
Montainville, vue de la route d'Andelu.

Le territoire de la commune est relativement peu étendu (479 hectares contre 872 en moyenne pour les communes des Yvelines) et s'étend à la limite est du plateau du Mantois et sur le versant ouest de la vallée de la Mauldre. La dénivellation est relativement importante entre le plateau, qui se trouve entre 120 et 130 mètres d'altitude, et le fond de la vallée, à environ 40 mètres. Le village se trouve sur le rebord du plateau, autour de la cote 100 mètres, qui correspond à une ligne de sources. Le site du village forme un promontoire limité par deux vallons dénommés d'après le nom de sources, le vallon de la Serpe au nord, celui de l'Orme au sud, qui forme la limite sud de la commune.

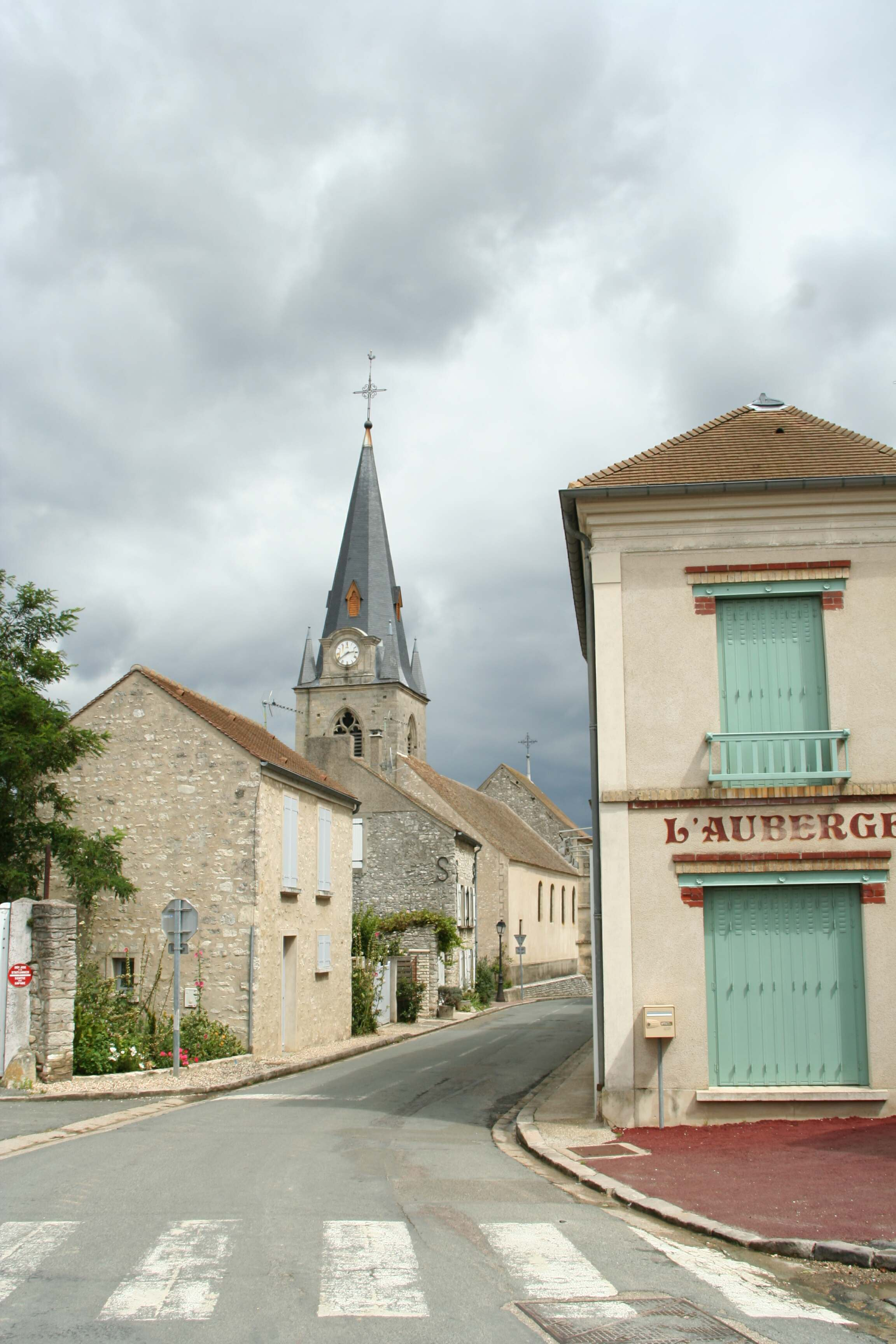
Rue du Pressoir.

### Climat
Pour des articles plus généraux, voir Climat de l'Île-de-France et Climat des Yvelines.
En 2010, le climat de la commune est de type climat océanique dégradé des plaines du Centre et du Nord, selon une étude du CNRS s'appuyant sur une série de données couvrant la période 1971-2000. En 2020, Météo-France publie une typologie des climats de la France métropolitaine dans laquelle la commune est exposée à un climat océanique et est dans la région climatique Sud-ouest du bassin Parisien, caractérisée par une faible pluviométrie, notamment au printemps (120 à 150 mm) et un hiver froid (3,5 °C).
Pour la période 1971-2000, la température annuelle moyenne est de 10,9 °C, avec une amplitude thermique annuelle de 14,4 °C. Le cumul annuel moyen de précipitations est de 691 mm, avec 10,7 jours de précipitations en janvier et 8 jours en juillet. Pour la période 1991-2020, la température moyenne annuelle observée sur la station météorologique la plus proche, située sur la commune de Maule à 4 km à vol d'oiseau, est de 11,8 °C et le cumul annuel moyen de précipitations est de 677,0 mm,. Pour l'avenir, les paramètres climatiques de la commune estimés pour 2050 selon différents scénarios d'émission de gaz à effet de serre sont consultables sur un site dédié publié par Météo-France en novembre 2022.
| Mois                                  | jan.             | fév.           | mars         | avril         | mai           | juin           | jui.         | août           | sep.            | oct.            | nov.           | déc.           | année      |
| ------------------------------------- | ---------------- | -------------- | ------------ | ------------- | ------------- | -------------- | ------------ | -------------- | --------------- | --------------- | -------------- | -------------- | ---------- |
| Température minimale moyenne (°C)     | 1,7              | 1,3            | 3,1          | 4,9           | 8,5           | 11,6           | 13,4         | 13,1           | 10,1            | 7,7             | 4,4            | 2,1            | 6,8        |
| Température moyenne (°C)              | 4,7              | 5,1            | 8            | 10,8          | 14,4          | 17,7           | 19,8         | 19,5           | 16,1            | 12,2            | 7,8            | 5,1            | 11,8       |
| Température maximale moyenne (°C)     | 7,7              | 8,9            | 12,9         | 16,7          | 20,4          | 23,7           | 26,2         | 26             | 22              | 16,8            | 11,3           | 8              | 16,7       |
| Record de froid (°C) date du record   | −17,2 17.01.1985 | −14,5 07.02.12 | −12 13.03.13 | −5,4 06.04.21 | −2 03.05.1967 | 0,5 05.06.1991 | 5 11.07.1990 | 3,5 28.08.1974 | 0 30.09.18      | −5,2 30.10.1985 | −10 24.11.1998 | −15 31.12.1970 | −17,2 1985 |
| Record de chaleur (°C) date du record | 16 01.01.22      | 21 27.02.19    | 27 31.03.21  | 30 21.04.18   | 33 27.05.05   | 38 27.06.11    | 43 25.07.19  | 41 10.08.03    | 37,5 03.09.1973 | 30,5 01.10.11   | 22,5 01.11.14  | 17 07.12.00    | 43 2019    |
| Précipitations (mm)                   | 57,3             | 49,6           | 50,9         | 46,5          | 65,4          | 56             | 53           | 52,8           | 46              | 65,3            | 61,3           | 72,9           | 677        |

## Urbanisme

### Typologie
Au 1er janvier 2024, Montainville est catégorisée ceinture urbaine, selon la nouvelle grille communale de densité à sept niveaux définie par l'Insee en 2022.
Elle est située hors unité urbaine. Par ailleurs la commune fait partie de l'aire d'attraction de Paris, dont elle est une commune de la couronne,. Cette aire regroupe 1 929 communes,.

### Occupation des solssimplifiée
Le territoire de la commune se compose en 2017 de 89,67 % d'espaces agricoles, forestiers et naturels, 4,41 % d'espaces ouverts artificialisés et 5,93 % d'espaces construits artificialisés.
Le territoire de la commune est essentiellement rural (90 %), l'espace urbain construit représentant seulement 6 % du total, soit 25 hectares.
L'espace habité est groupé dans le village, à l'exception de quelques habitations en bord de Mauldre. Le village de Montainville est construit principalement en pierre. De grandes demeures rustiques y ont été construites, notamment au XIXe siècle. S'y sont ajoutés au XXe siècle quelques lotissements résidentiels.
Le plateau à l'est est entièrement consacré à la grande culture céréalière, dans un paysage d'openfield. Les zones boisées, principalement dans la vallée, ne dépassent guère 3 % de la superficie totale.

### Logement en 1999
En 1999, Montainville comptait 222 logements, en augmentation de 9,4 % par rapport à 1990, dont 174 résidences principales (78,4 %) et 33 résidences secondaires. L’âge moyen du parc immobilier est relativement élevé, près de 70 % des logements ayant été construits avant 1975 et plus de 45 % avant 1949 (contre 33,7 % pour la moyenne régionale francilienne). On constate cependant un certain renouvellement du parc avec 13,8 % de logements construits après 1990 (contre 9,1 % en Île-de-France).
Il s'agit essentiellement de maisons individuelles (209 logements, soit 94,1 %), seuls 13 logements étaient en 1999 en immeuble collectif (ces proportions diffèrent totalement de la moyenne régionale qui est de 26,9 % en individuel et 73,1 % en collectif).
La grande majorité des habitants (81,6 %) étaient propriétaires de leur logement, contre 12,1 % de locataires (respectivement 44,3 % et 51,1 % dans la région),.
Montainville ne comptait en 1999 aucun logement HLM. Les grands logements sont très majoritaires : la plupart des habitations possèdent quatre pièces et plus (72,4 %), puis trois (21,8 %) et deux pièces (5,7 %). Aucun logement d'une pièce n'était recensé en 1999.

### Voies de communications et transports

#### Réseau routier
La commune est desservie par la route départementale no 191 qui relie Mantes-la-Jolie et Rambouillet et passe dans le fond de la vallée. La voirie communale relie cette route au village et celui-ci à la commune voisine d'Andelu sur le plateau.

#### Projet routier
Un projet de liaison routière express nord-sud entre l'autoroute A13 au nord et la route nationale 12 au sud, connu sous le nom de voie nouvelle de la vallée de la Mauldre (VNVM), devait traverser, à une échéance indéterminée, le territoire communal dans sa partie est (sur le plateau). La municipalité de Montainville - au sein du collectif « Sauvons les Yvelines », réunissant des élus, des agriculteurs et des associations de défense de l'environnement - a combattu ce projet, a rallié 25 autres communes situées sur le tracé, opposées à tout projet routier dans cette région des Yvelines, qui a fait par ailleurs l'objet d'un virulent débat entre le conseil général des Yvelines et le conseil régional d'Île-de-France. En 2007, la région Île-de-France a tranché : pas de liaison routière dans le nouveau schéma directeur IdF.

#### Desserte ferroviaire
La gare la plus proche est celle de Mareil-sur-Mauldre, à 2,5 km du village environ, sur la ligne de la vallée de la Mauldre, qui assure des liaisons directes avec la gare Montparnasse, indirectes avec la gare Saint Lazare à Paris d'une part, et avec Mantes-la-Jolie d'autre part.

#### Bus
La commune est desservie par les lignes 13 et 18 du réseau de bus Centre et Sud Yvelines.

## Toponymie
Le nom de la localité est attesté sous les formes Montenvilla vers 1130, Montenvilla 1220, Montainvilla vers 1248 en 1272, en 1351,, Montainville 1370, Montainvilla en 1494, Montainville en 1564, Matinville vers le XVIIe siècle.
L'hypothèse qu’Amonte villa ou Amons villa mentionné au IXe se rapporte à Montainville a été jadis formulée,, mais elle est désormais rejetée de manière explicite ou implicite, car elle se rapporterait en réalité à Amonville, devenu Monville / Mouville, au finage de Champseru.
Il s'agit d'une formation toponymique médiévale en -ville au sens ancien de « domaine rural », dont le premier élément Montain- représente un anthroponyme, selon le cas général.
Monten- peut résulter de l'évolution du nom de personne germanique Muntinc (> Munding) cf. *païsenc > paysan, à moins que la forme initiale ne soit Montan- qui s'expliquerait alors aussi par l'anthroponyme féminin Monta, ce dernier étant au cas régime féminin Montan, cas le plus souvent utilisé pour les types toponymiques en -ville à l'exception de la Normandie. Le cas régime masculin aurait été Mondon / Monton ex. : Mondonville-Saint-Jean, Mondonville) et le patronyme français Mondon.
Homonymie avec Montainville (Eure-et-Loir)

## Histoire

### Les origines
- On a trouvé à Montainville, tant sur le plateau que dans la vallée, des outils préhistoriques en silex et des restes de poteries montrant que le territoire était habité depuis le Paléolithique jusqu'au Néolithique.

### Antiquité
- Du IIIe au Ier siècle av. J.-C., le territoire occupé par Montainville se trouvait dans le territoire de la grande tribu gauloise des Carnutes qui s'étendait entre la Loire et la Seine avec deux cités importantes, Autriacum (Chartres) et Genabum (Orléans).
- Du Ier au IIIe siècle, ce territoire fait partie de l'Empire romain. Il est rattaché à la Provincia lugdunencia ou Gaule lyonnaise. Plusieurs sites gallo-romains ont été découverts et fouillés à Montainville au cours du XXe siècle, notamment sur le plateau à la limite d'Andelu[25]. Des témoignages archéologiques attestent l'occupation du site de la Ferme du Fort dès le Ier siècle : céramiques, tronçon de voie antique partant de la Ferme du Fort à la rue de l'Ormoir (voie antique secondaire sur l'itinéraire Epône/Jouars-Pontchartrain)[26].

### Mérovingiens, Carolingiens
- Des témoignages archéologiques attestent l'occupation du site de la Ferme du Fort dès le premier Moyen Âge. Des structures maçonnées, et des céramiques y ont été mises au jour, faible occupation du site aux VIIe – VIIIe siècles, haute fréquentation aux IXe – XIe siècles[26].

### Féodalité, les barons de Maule[27]
- Au Haut Moyen Âge, la partie nord de ce territoire, centrée sur le bassin de la Mauldre a formé par la suite le pagus pinciacus (Pincerais). Ce terme perdurera dans la limite religieuse du diocèse de Chartres, le doyenné du Pincerais. Dans son ouvrage Jacques Tréton[28] propose de nommer Montainville-en-Pincerais pour le distinguer de Montainville-en-Beauce localisé près de Chartres.
- Au tout début du XIIe siècle, un premier seigneur de Montainville apparait.
- Au XIIIe siècle, le village n'aura plus de seigneur autonome mais sera rattaché à une seigneurie extérieure plus puissante (la famille de Maule, issue des Le Riche[29]).
- 1234 - Création de la paroisse de Montainville. Le hameau de Montainville dépendait avant le 28 juin 1234 de Mareil-sur-Mauldre. "L’église de Montainville, dépendant de l’église de Mareil [ecclesia de Montanvilla, dependens ab ecclesia de Marolio], jusque-là  fût éloigné de celle-ci, que le recteur lui même ne pouvait convenablement servir les deux églises, à cause de quoi la dénommé église de Montainville et les paroissiens de celle-ci souffraient assez souvent du manque de dieu, et que ledit recteur de la dicte église eût librement résigné"[30]. La nouvelle paroisse de Montainville fut créée peu après. Elle dépendit directement de l'archidiacre du Pincerais qui nommait à la cure[31].

### XVesiècle, famille des Morainvillier[32]
- En 1398, la seigneurie passe aux mains de Simon de Morainvillier qui épouse l'héritière des Maule (famille Le Riche)[33]. Il mourut en 1415 à la bataille d'Azincourt avec la fine fleur de la chevalerie française. Ses successeurs seront Louis de Morainvillier, Jean de Morainvillier, reconstruira le vieux château en un Manoir (La Ferme du Fort) et un hôtel pour son gendre de Châteaubriant (mairie, bat. disparu)[34]. Sans héritier mâle, il adoptera son neveu Guillaume Vipart qui « relèvera » le nom des Moranvillier et sera appelé Guillaume de Morainvillier. Ce dernier fera édifier la tour clocher de style Renaissance de l'église de Maule.

### Fin duXVIesiècle, famille de Vic
- Jehanne de Morainvillier apporte en dot la seigneurie de Montainville et celle de Mareil lors de son mariage avec Oudard Blondel de Joigny, baron de Bellebrune, dont elle avait eu une fille, Louise Blondel de Joigny qui épousa Jacques II d'Espampes Valençay[35],[36],[37].
- Devenu veuve Jehanne de Morainvillier se remarie, le 5 mai 1578, avec Dominique de Vic[38],[39],[36]. Ils reconstruiront le chœur de l'église vers 1603. Les clés de voûte de l'église portent leurs armes respectives. Dominique de Vic fut un guerrier inlassable. Il perdit une jambe à la suite d'un combat, et continua à servir Henri III puis Henri IV auquel il était très reconnaissant, malgré sa jambe de bois, de s'être vu confier plusieurs missions royales. Quand le « Bon roi Henri » fut assassiné par Ravaillac rue de la Ferronnerie à Paris le 14 mai 1610, il était près de lui : « outré d’indicible regret et déplaisir, comme grand serviteur du Roi qu’il était, s’y étant trouvé et fondant tout en larmes, pria qu’on lui en donnât la chemise, laquelle toute percée et sanglante il mit dans ses chausses et l’emporta avec lui». Il mourut de chagrin un jour après (15 mai) : «Le dimanche 15e, à deux heures après minuit, est mort, en cette Ville de Paris, M. de Vicq, Gouverneur de Calais, bon et fidèle serviteur du Roi et de Son État, et qui avait fait de grands services à cette Couronne»[40].
- En 1618, Jeanne de Morainvillier marraine signe les registres paroissiaux (ADY en ligne p. 28/114).
- En 1622, deux de ses petits enfants, Jehan d'Estampes et Eléonor d'Estampes sont parrain et marraine et signent les registres paroissiaux de Montainville (ADY, en ligne p.34B/114).

### Début duXVIIesiècle, famille de Harlay, famille de Bullion
- En 1620, la seigneurie de Montainville est transmise par héritage à sa cousine Jacqueline de Morainvillier, épouse du célèbre Nicolas de Sancy[41],[42]. Il donnera son nom au fameux diamant le Sancy. Il se trouve ruiné par les guerres de religion, et vendra (vers 1630) la seigneurie de Montainville à Claude de Bullion[43], riche surintendant des finances. Il inventera en 1640 le louis d'or. Ses descendants resteront jusqu'à la Révolution[44].

### Fin duXVIIesiècleinstallation de la Fauconnerie du Cabinet du Roi
- Vers 1670, Louis XIV, qui n'a pas la même prédilection que son père Louis XIII pour la chasse au vol avec les faucons, lui préférera la vénerie avec la chasse à courre (ou au mousquet), installe son équipage ou Fauconnerie du Cabinet du Roi à Montainville. C'est la famille de Jean-Claude Forget et ses successeurs qui contrôlera durant les XVIIe et XVIIIe siècles la Fauconnerie du Roi. Elle perdurera tout en déclinant en nombre et en importance jusqu'à la Révolution. Les maitres fauconniers étaient souvent originaires de la région d'Anvers en Flandres.
- Depuis Claude de Bullion la seigneurie de Montainville passera aux mains de prestigieuses familles qui résidèrent non loin de Montainville, au château de Wideville. Ils occupèrent également la charge de Grand Fauconnier de France, Louis-César de La Baume Le Blanc de La Vallière (1708-1780), Grand Fauconnier en 1748; son gendre lui succéda Louis Gaucher de Châtillon (1737-1762) duc de Châtillon et pair de France Grand Fauconnier en 1762. Ne doutons pas qu'ils passèrent de temps à autre à la Fauconnerie de Montainville. Louis César épousa Anne-Julie Françoise de Crussol d'Uzès (1713 – 1797) en 1732[45]. Elle fut le dernier représentant des seigneurs de Montainville. Elle anima dans son  château de Wideville une société brillante et raffinée. Ses bons rapports avec la population et son grand âge lui firent traverser les débuts de la Révolution sans trop de tracas et elle put mourir dans son château en 1797 où elle repose dans la chapelle[46].
- À partir du XVIIIe siècle, un moulin sur la Mauldre se consacre à la fabrication du papier.

## Politique et administration

### Instances administratives et judiciaires
La commune de Montainville appartient au canton d'Aubergenville et est rattachée la communauté de communes Gally Mauldre.
La commune est adhérente depuis 2006 à l’association patrimoniale de la plaine de Versailles et du plateau des Alluets (APPVPA). Cette association qui comprend trois collèges, élus, agriculteurs et associations, a pour objectif d'établir un projet de développement durable dans le plaine de Versailles et en particulier maîtriser l'urbanisation en préservant les activités agricoles.
Sur le plan électoral, la commune est rattachée à la neuvième circonscription des Yvelines, circonscription à dominante rurale du nord-ouest des Yvelines.
Sur le plan judiciaire, Montainville fait partie de la juridiction d’instance de Mantes-la-Jolie et, comme toutes les communes des Yvelines, dépend du tribunal de grande instance ainsi que de tribunal de commerce sis à Versailles,.

## Population et société

### Démographie

#### Évolution démographique
L'évolution du nombre d'habitants est connue à travers les recensements de la population effectués dans la commune depuis 1793. Pour les communes de moins de 10 000 habitants, une enquête de recensement portant sur toute la population est réalisée tous les cinq ans, les populations de référence des années intermédiaires étant quant à elles estimées par interpolation ou extrapolation. Pour la commune, le premier recensement exhaustif entrant dans le cadre du nouveau dispositif a été réalisé en 2007.

En 2022, la commune comptait 560 habitants, en évolution de +9,38 % par rapport à 2016 (Yvelines : +2,72 %, France hors Mayotte : +2,11 %).
| 1793 | 1800 | 1806 | 1821 | 1831 | 1836 | 1841 | 1846 | 1851 |
| ---- | ---- | ---- | ---- | ---- | ---- | ---- | ---- | ---- |
| 540  | 585  | 523  | 484  | 463  | 456  | 431  | 445  | 411  |

| 1856 | 1861 | 1866 | 1872 | 1876 | 1881 | 1886 | 1891 | 1896 |
| ---- | ---- | ---- | ---- | ---- | ---- | ---- | ---- | ---- |
| 414  | 389  | 358  | 335  | 321  | 274  | 292  | 277  | 307  |

| 1901 | 1906 | 1911 | 1921 | 1926 | 1931 | 1936 | 1946 | 1954 |
| ---- | ---- | ---- | ---- | ---- | ---- | ---- | ---- | ---- |
| 304  | 313  | 332  | 272  | 267  | 263  | 254  | 205  | 242  |

| 1962 | 1968 | 1975 | 1982 | 1990 | 1999 | 2006 | 2007 | 2012 |
| ---- | ---- | ---- | ---- | ---- | ---- | ---- | ---- | ---- |
| 305  | 317  | 396  | 382  | 419  | 507  | 553  | 559  | 537  |

| 2017 | 2022 | - | - | - | - | - | - | - |
| ---- | ---- | - | - | - | - | - | - | - |
| 506  | 560  | - | - | - | - | - | - | - |

À la fin du XVIIIe siècle, Montainville était surpeuplée avec une densité de 123 habitants/km2 en 1800 (contre 82 en moyenne sur l'Île-de-France). La population de Montainville a sensiblement décru tout au long du XIXe siècle, passant de 585 habitants en 1800 à 274 en 1881, soit une baisse de 53,2 %. Cette évolution, nette sous le Second Empire, s'explique par l'émigration, notamment vers Paris, concomitante de l'amélioration des voies de communication, et à partir de 1860 par un solde démographique négatif, les décès l'emportant sur les naissances.
Au cours du XXe siècle, on constate, après le minimum absolu de 205 habitants constaté en 1946, une nette reprise de la démographie depuis la Seconde Guerre mondiale et notamment dans la dernière période, la commune ayant gagné 88 habitants, soit + 21 %, entre les recensements de 1990 et 1999. Cette augmentation correspond à la construction de nouvelles habitations, qu'il s'agisse de résidence principales ou secondaires, conférant un caractère résidentiel à la commune.

#### Pyramide des âges
En 2018, le taux de personnes d'un âge inférieur à 30 ans s'élève à 31,6 %, soit en dessous de la moyenne départementale (38 %). À l'inverse, le taux de personnes d'âge supérieur à 60 ans est de 22,5 % la même année, alors qu'il est de 21,7 % au niveau départemental.
En 2018, la commune comptait 237 hommes pour 264 femmes, soit un taux de 52,69 % de femmes, légèrement supérieur au taux départemental (51,32 %).
Les pyramides des âges de la commune et du département s'établissent comme suit.
| Hommes | Classe d’âge | Femmes |
| ------ | ------------ | ------ |
| 0,9    | 90 ou +      | 0,8    |
| 3,4    | 75-89 ans    | 7,0    |
| 17,5   | 60-74 ans    | 15,5   |
| 29,7   | 45-59 ans    | 30,2   |
| 16,2   | 30-44 ans    | 15,6   |
| 16,8   | 15-29 ans    | 17,1   |
| 15,6   | 0-14 ans     | 13,9   |

| Hommes | Classe d’âge | Femmes |
| ------ | ------------ | ------ |
| 0,6    | 90 ou +      | 1,4    |
| 6      | 75-89 ans    | 7,8    |
| 13,5   | 60-74 ans    | 14,8   |
| 20,7   | 45-59 ans    | 20,1   |
| 19,6   | 30-44 ans    | 19,9   |
| 18,5   | 15-29 ans    | 16,8   |
| 21,2   | 0-14 ans     | 19,2   |

### Enseignement
Montainville dépend de l'inspection académique de Versailles (académie de Versailles) et de la circonscription d'Aubergenville.
La commune dispose d'une école élémentaire publique qui comprend trois classes et scolarise 60 enfants de la maternelle au cours moyen 2e année.

### Événements
- Concerts et spectacles à la salle des fêtes et à l'église.
- Olympiades de la Saint-Lubin en septembre.

## Économie
- Agriculture (céréales).
- Commune résidentielle.

Une auberge, restaurant et café, est un lieu vivant de la commune.
Cet établissement a subi une profonde mise aux normes en 2007 et une réorganisation de la salle et a rouvert en mars 2008. L'auberge ferme en 2020 et rouvre en juillet 2022 sous le nom "La cuisine des Lulus".

## Culture locale et patrimoine

### Lieux et monuments
- Église sous le patronage de l'Assomption-de-la-Vierge[58].

Église en pierre et gros appareils dont on a la trace depuis la fin du XIIIe siècle.
Le clocher en pierre a été reconstruit par Simon de Morainvillier à la fin du XIVe siècle et porte son blason à neuf merlettes. La nef a été plusieurs fois remaniée à travers les siècles et détruit en partie pendant les guerres de religion.
Le chœur en pierre de taille a été reconstruit par les Vic-Morainvillier au début du XVIIe siècle, le blason des Vic avec une foi (deux mains jointes) et des Morainvillier avec les neuf merlettes. Sur une colonne du chœur est figuré un petit soleil, c'est un gnomon en lien avec le solstice d'été, le 21 juin.
- La ferme du Fort, ancienne ferme seigneuriale, possède encore une fenêtre à meneau du XVe siècle et renfermait jusqu'à la fin du XVIIIe siècle une tour carrée, vestige de l'ancien château seigneurial du XIIe siècle.
- La grange seigneuriale du XVIe siècle avec ses belles charpentes.
- La mairie actuelle est la partie occupée par le « Logis du Capitaine » de la Fauconnerie du Roi (famille Forget). Le gros du bâtiment date des XVIIe – XVIIIe siècles, mais il a été fortement réaménagé au XIXe siècle pour loger la mairie et l'école. Sur le côté droit de la cour de la mairie se trouve l'ancien bâtiment des communs (XVIIIe siècle), c'est aujourd'hui un gîte rural avec l'ancien parc du domaine. La Fauconnerie du roi a été installée dans le village par Louis XIV (1670). La propriété et ses bâtiments ont été morcelés à la Révolution.
- Le lavoir route de Mareil-sur-Mauldre a été édifié en 1892 grâce au legs de madame Sacavin pour éviter aux habitants de descendre jusqu'à la Mauldre et favoriser l'hygiène du linge.
- L'oratoire, proche de l'église, représentant la Vierge Marie moitié du XXe siècle était l'objet de pèlerinages.
- Le bassin de la Serpe, dans les champs, abrite quelques familles de salamandres[réf. nécessaire]. C'était l'ancien abreuvoir pour les troupeaux de moutons et de vaches.

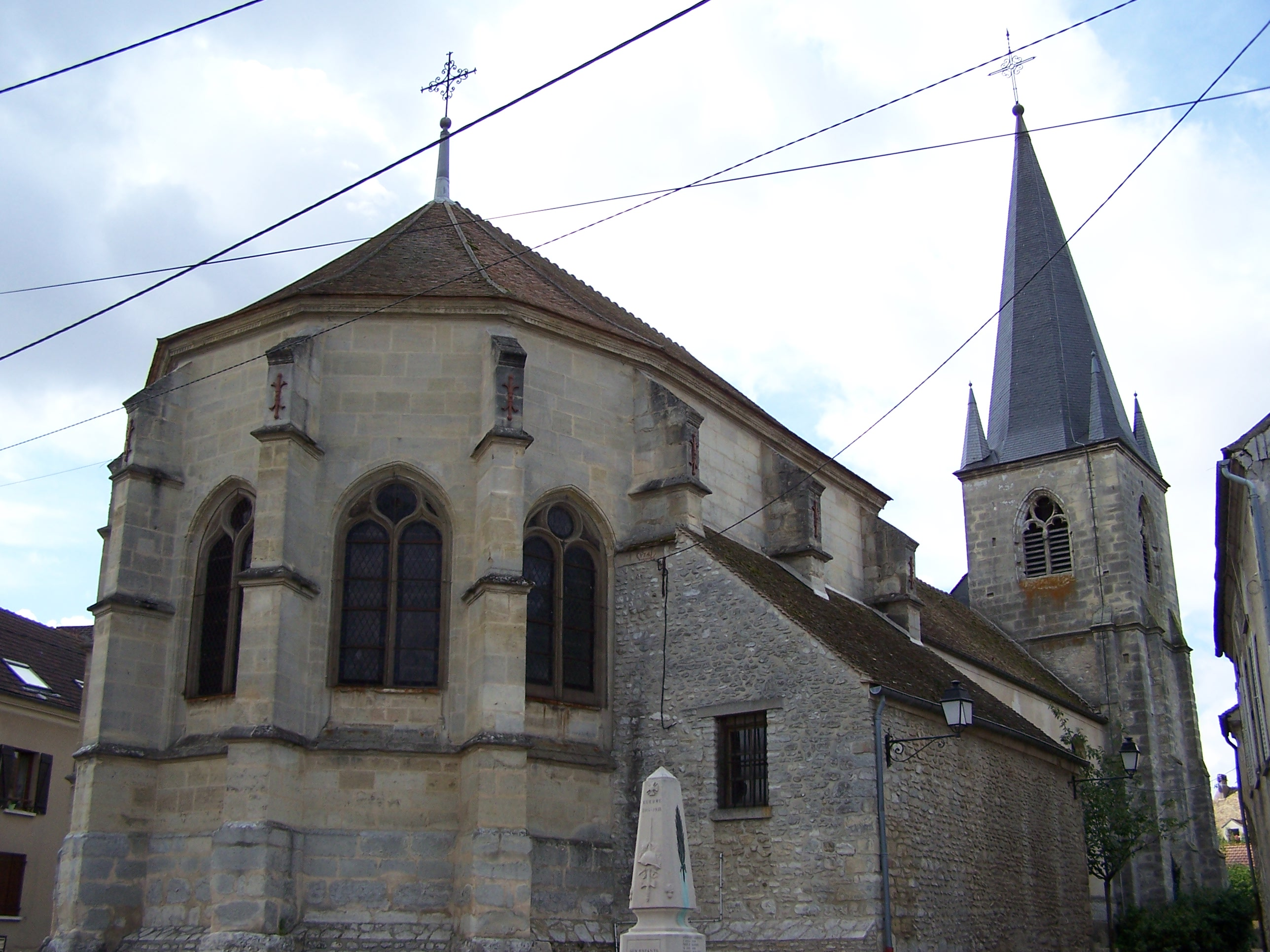
L'église.
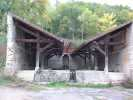
Le lavoir côte de Mareil.
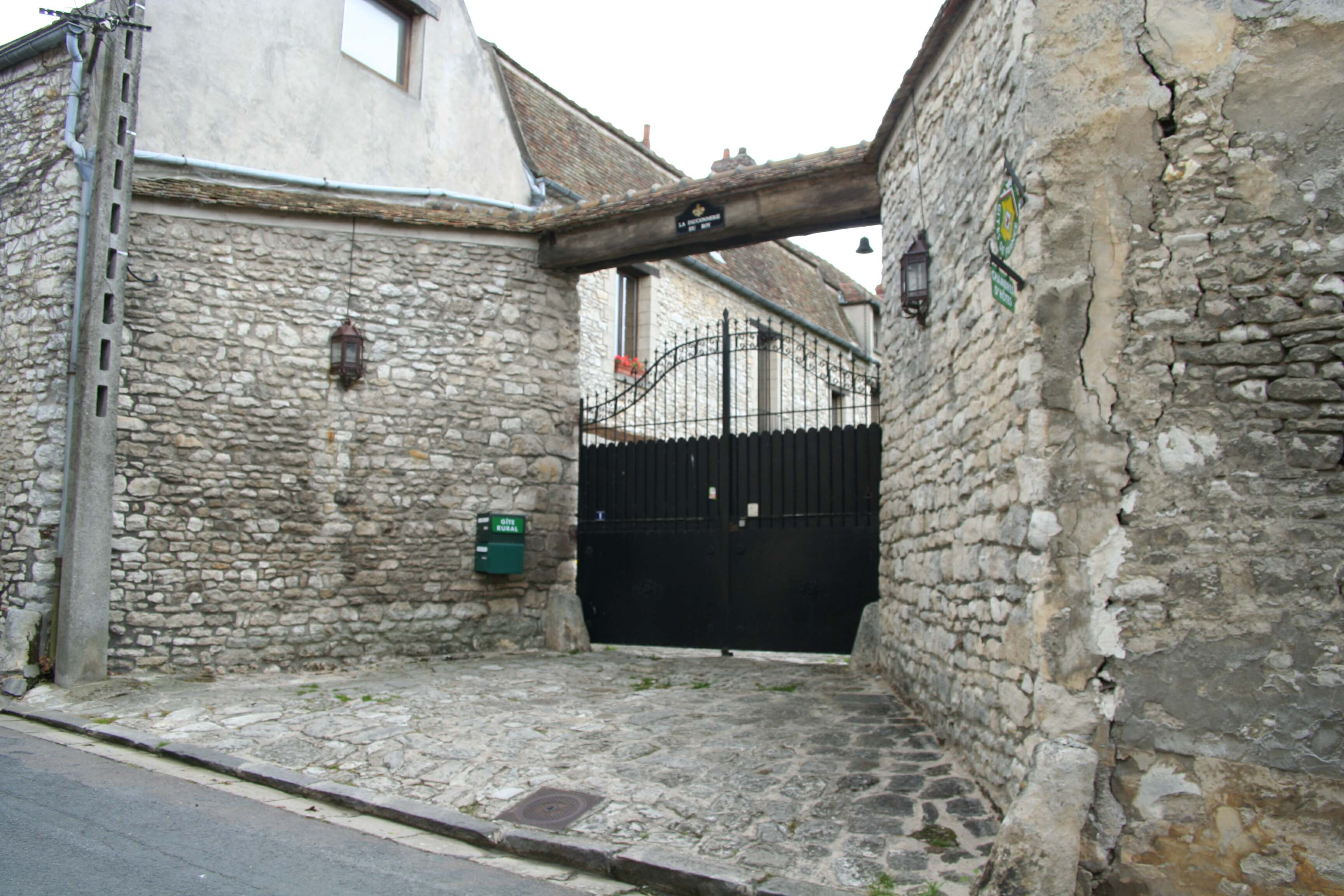
Le gîte rural La Fauconnerie du Roy
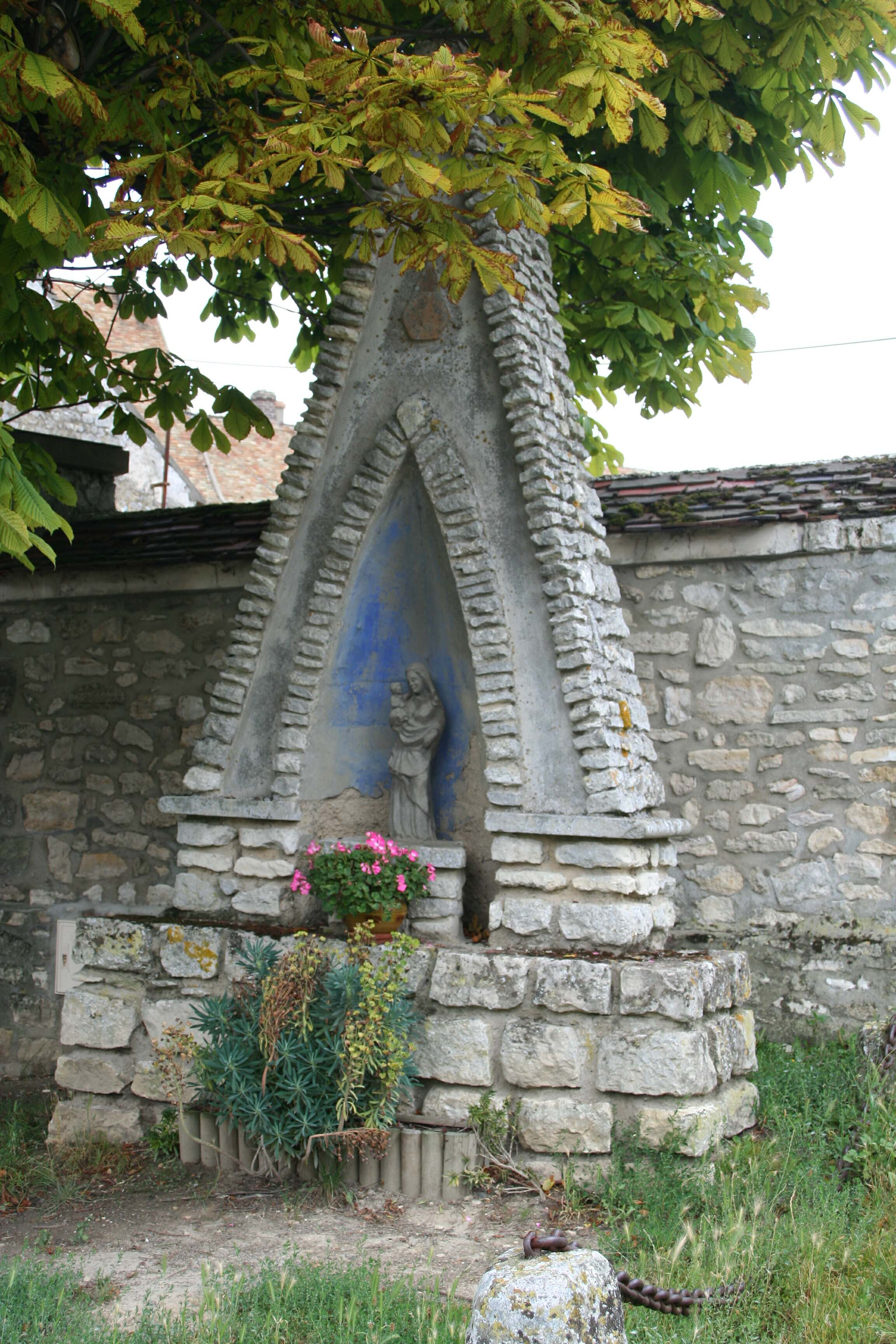
L'oratoire rue du Fort.
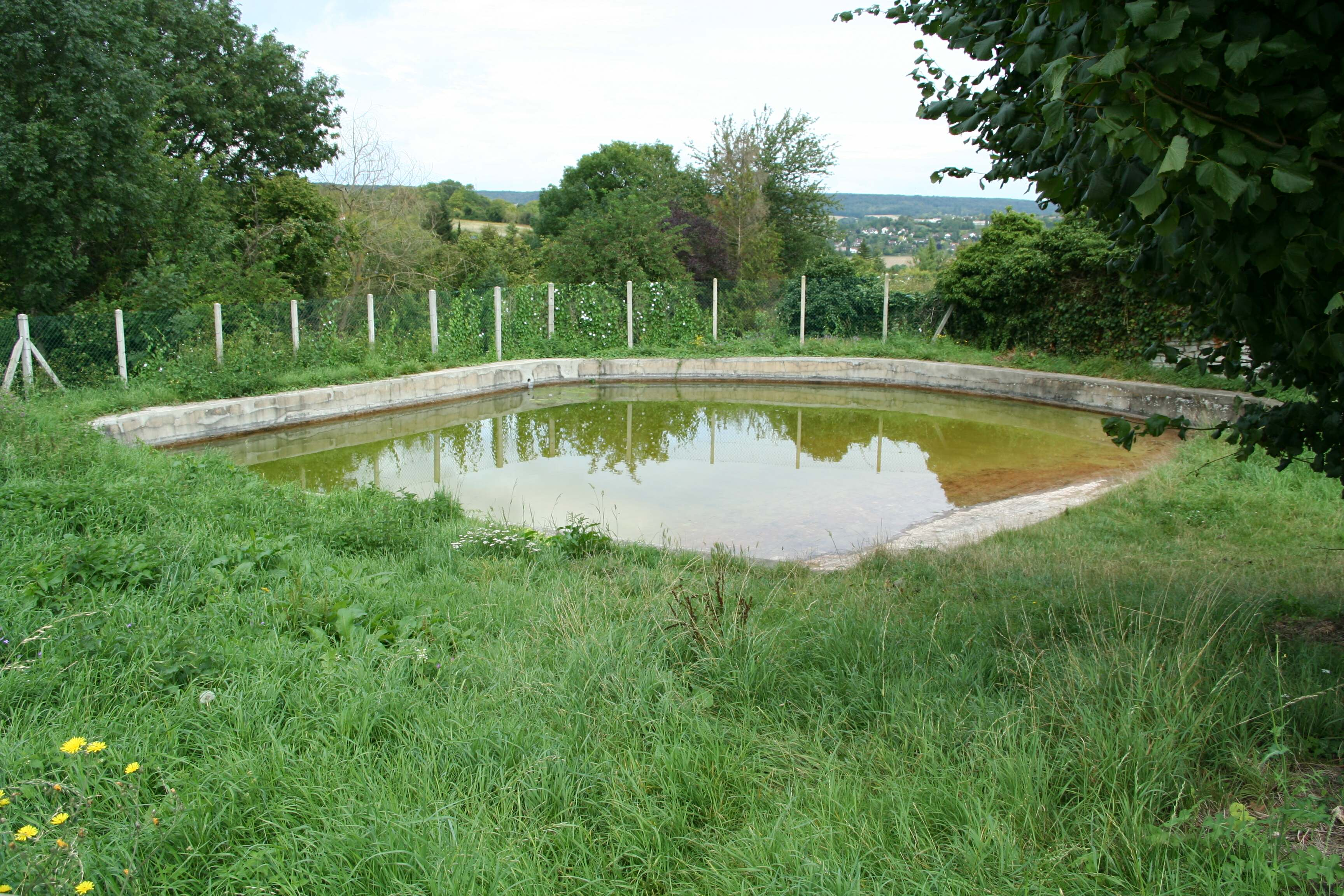
Le bassin de la Serpe.

### Patrimoine culturel

#### Films tournés dans la commune
- La Septième Compagnie au clair de lune de Robert Lamoureux (1977)[59]
- Les treize épisodes du feuilleton Cécilia, médecin de campagne[réf. nécessaire] ont été tournés dans la commune dans les années 1964 ou 1965.
- Grosse Fatigue de Michel Blanc en 1995.
- La Crise de Coline Serreau en 1992.
- La maison de Mall (Marion Cotillard) dans le film Inception (2010) se situe à Montainville.

### Personnalités liées à la commune

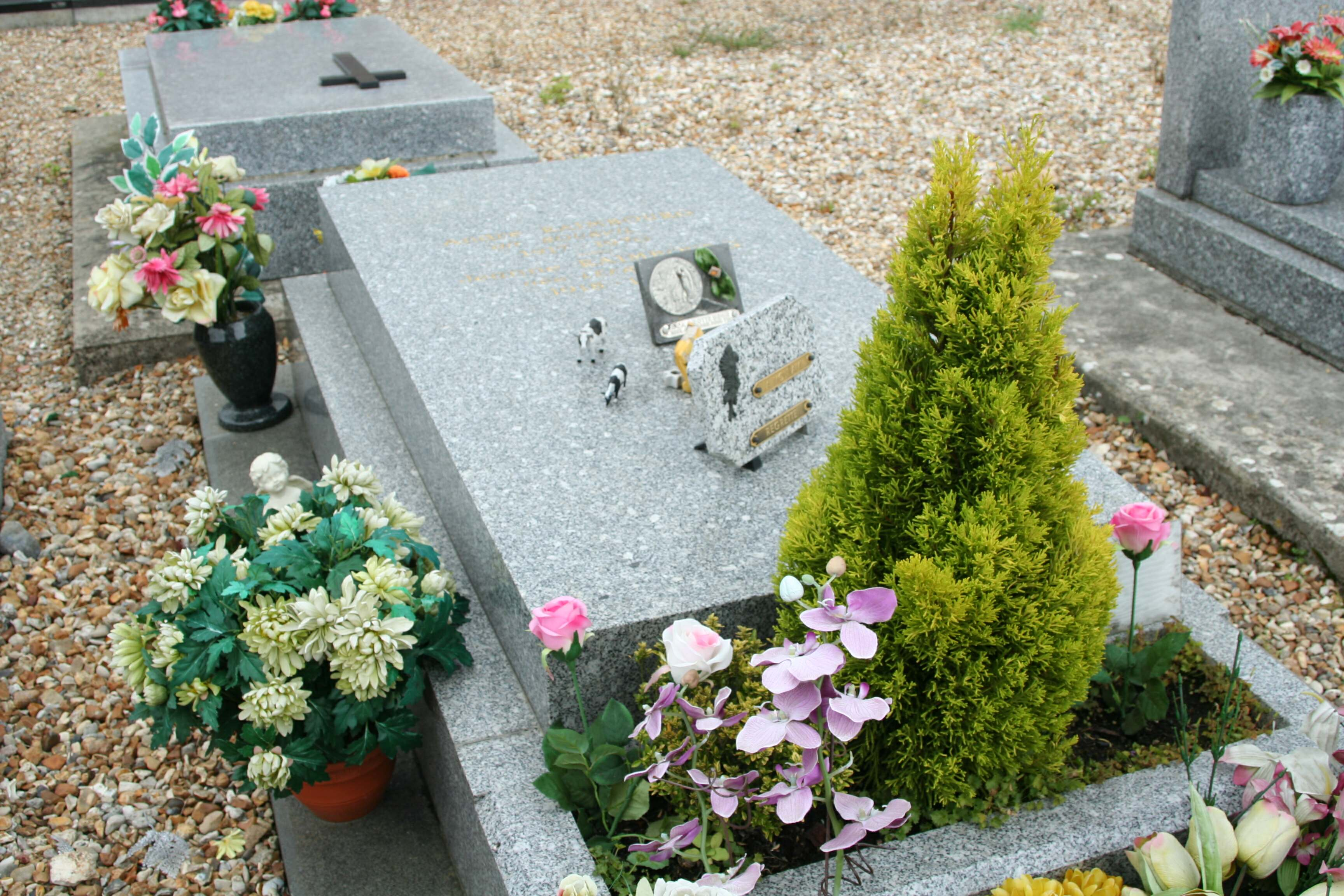
Tombe de Bourvil.

- François Jean dit Montainville (1756 - ?), dessinateur juriste marchand d’estampes.
- Bourvil (André Raimbourg), chanteur et acteur, qui a acheté en 1955 une maison de campagne dans le village, qui avait l'avantage d'être près de Paris. Il y séjourna avec sa famille jusqu'à sa mort. Il est enterré dans le cimetière communal de Montainville. Sa maison de campagne appartient toujours à la famille.
- Dans ce qui est devenu le gîte rural de la Fauconnerie du Roy, a vécu Jacques Lanzmann.
- Catherine Lara y habite à l'année.
- Jean Jaurès eut pour projet d'y construire une maison mais un différend avec la mairie et le maire de l'époque, Charles Sacavin (1908-1911), ne permit pas de faire aboutir le projet. Le différend prit part autour du PLU (plan local d'urbanisme). Jean Jaurès et Charles Sacavin ne trouvèrent aucun accord quant à la dimension du potager de Jean Jaurès[60].

### Héraldique
| Blason de Montainville (Yvelines) | Blason  | Parti au premier de gueules à la foi de carnation, parti au second d'argent à neuf merlettes de sable 3, 3, 2, 1. |
| Blason de Montainville (Yvelines) | Détails | La « foi » (deux mains jointes) représente la famille de Vic. Les « merlettes » (petits oiseaux sans bec ni pattes) représentent la famille de Morainvillier. Il correspond au blason de Jeanne de Morainvillier, dans la nef de l'église. Le blason de Montainville appartient à l'Armorial des communes des Yvelines. |

### Légendes
L'historien E. Houth écrit en 1938 : "Des légendes fantastiques s'attachent quelquefois concernant des souterrains, des infractuosités diverses (...) et on peut citer notamment  “la Carrière au Diable à Montainville”. Ce lieu est à Falaise. Il s'agit d'une cavité datant du moustérien. Elle servit de carrière au Moyen Âge.